# Thizay (Indre-et-Loire)
Thizay ist eine französische Gemeinde mit 302 Einwohnern (Stand: 1. Januar 2022) im Département Indre-et-Loire in der Region Centre-Val de Loire. Sie gehört zum Arrondissement Chinon und zum Kanton Chinon. 

## Geographie
Thizay liegt in der Touraine an der Vienne, die die nordöstliche Gemeindegrenze bildet. Umgeben wird Thizay von den Nachbargemeinden Saint-Germain-sur-Vienne im Norden und Westen, Beaumont-en-Véron im Norden und Nordosten, Cinais im Osten, Seuilly im Süden und Südosten sowie Lerné im Süden und Südwesten.

## Bevölkerungsentwicklung
| Jahr                      | 1962 | 1968 | 1975 | 1982 | 1990 | 1999 | 2006 | 2013 |
| Einwohner                 | 204  | 181  | 156  | 203  | 218  | 233  | 261  | 283  |
| Quelle: Cassini und INSEE |      |      |      |      |      |      |      |      |

## Sehenswürdigkeiten
- Kirche Saint-Maurice
- Dolmen de la Pierre Couverte von Thizay